# Pecel

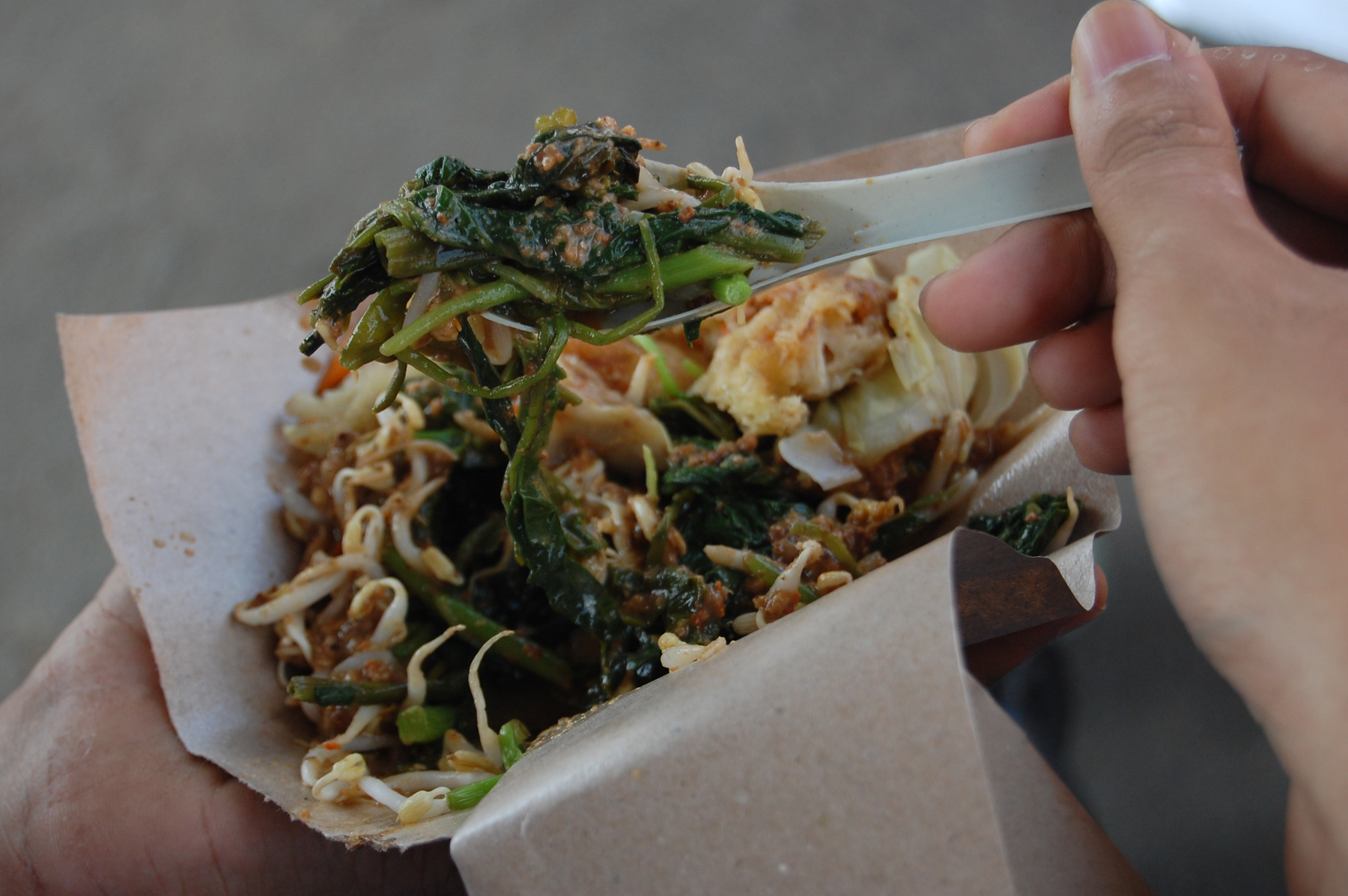
Pecel sayur.

El pecel es una salsa indonesia hecha a partir de cacahuete. Suele servirse sobre verdura cocida. Es parecida a la salsa empleada en el gado-gado.